# Franz von Hauslab

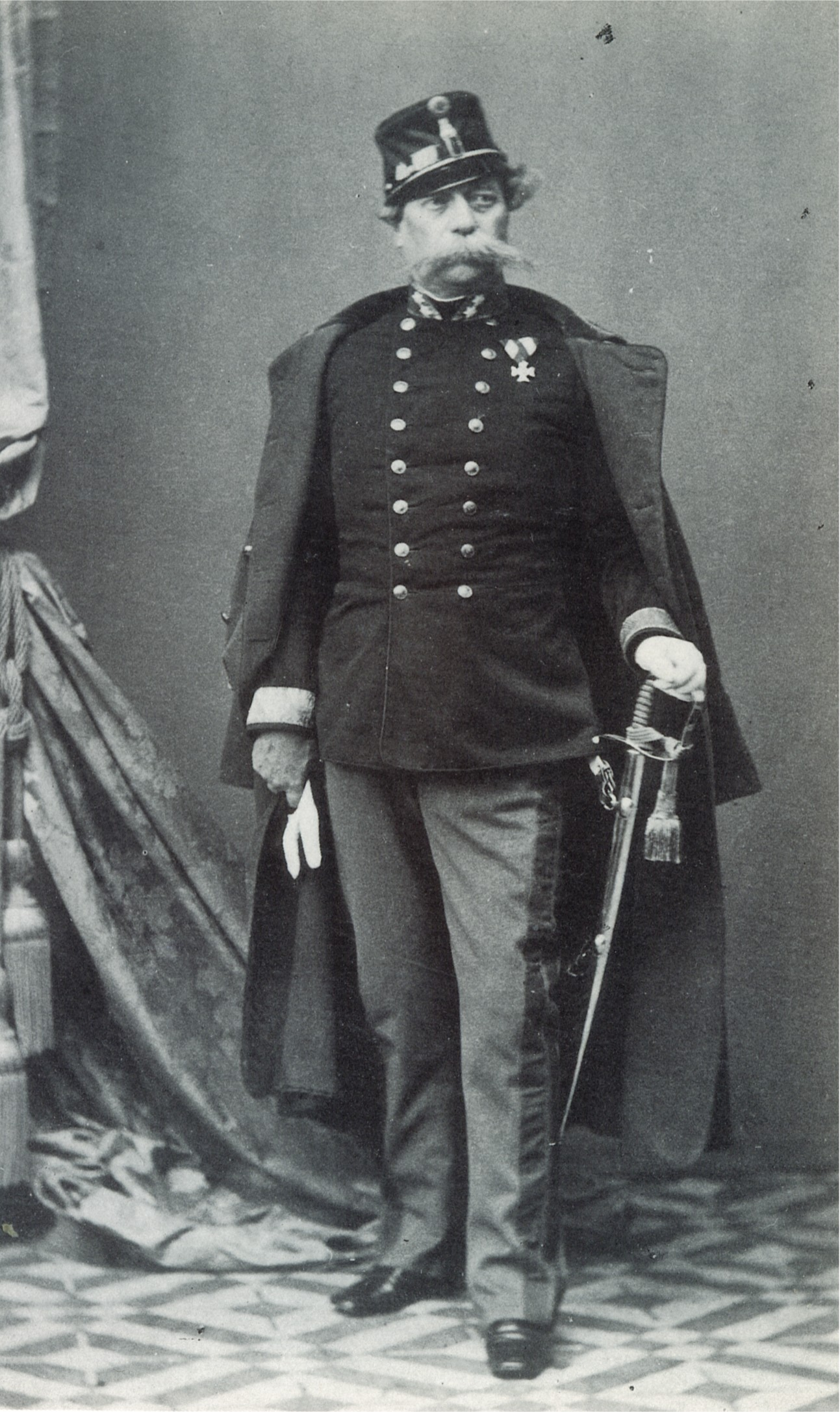
Franz von Hauslab (Ludwig Angerer fényképfelvétele, 1860)

Franz von Hauslab (Bécs, 1798. február 1. – Bécs, 1883. február 11.) lovag, osztrák táborszernagy.

## Élete
Miután mint hadapród 1815-ben a franciák ellen harcolt, a táborkarhoz helyezték át és később a mérnöki akadémia tanárává választották. Ezen állásában a topográfia és térképrajzolás terén a legfényesebb sikert érte el és számos jeles tanítványt nevelt. Egyúttal Albrecht főherceget is tanította, nemkülönben más országokból Bécsbe rendelt idegen tiszteket. 
1848-ban a tüzérséget vezényelte Bécs bevételekor, 1849-ben a magyar felkelők ellen harcolt, mint ugyanezen fegyvernem vezére. Az osztrák kormány Vidinbe küldte, hogy a leveretés után török földre menekült magyarokat hazatérésre bírja. Ígéreteinek sokan hittek és vele hazautaztak, de itthon Haynau ítélete várt legtöbbjükre. 1854-ben a műszaki csapatok főbiztosa, 1860-ban pedig a bécsi hadügyminisztériumban fennálló tudományos szakosztálynak elnöke lett. Az 1859-es szárd háborúban táborszernagyi rangjában a tüzérséget vezényelte és, noha 1865-ben nyugalomba vonult, az 1866-os porosz-osztrák háború küszöbén újra a zászló alá sietett. 1868-ban azután végképp nyugalomba vonult. 
Egyike volt a legtudományosabb újabb kori osztrák tábornokoknak és tagja számos tudós társulatnak. Dolgozatai az Österreichische militärische Zeitschrift-ben jelentek meg.

## Önálló művei
- Über die Bodengestaltung Mexiko’s (1864)
- Über die charakteristischen Kennzeichen der geschichtlichen Entwicklungs-Abschnitte der Kriegertracht vom Beginn des XVIII. Jahrhunderts (Bécs, 1864)